# 未経過保険料
保険会計において、未経過保険料（みけいかほけんりょう）とは、保障のためにまだ充当されていない保険料を積み立てておくもので、責任準備金の1項目をなすものである。なお、日本の会計では保険料を全額収益認識するとともに未経過保険料を責任準備金として積み立てているが、US GAAPでは未経過保険料に対応する保険料として認識しない取扱となる。

## 未経過保険料の分類
未経過保険料は、以下に分類することができる。
- （いわゆる）未経過保険料
- 危険保険料積増
- 翌期保険料
- 前納未経過保険料